# Romain Basque
Romain Basque (Dieppe, 30 giugno 1995) è un calciatore francese, centrocampista del Versailles.

## Carriera
Cresciuto nel settore giovanile del Quevilly-Rouen, ha esordito in prima squadra il 10 maggio 2014 disputando l'incontro del CFA vinto 3-1 contro l'Ivry. 
Dopo quattro stagioni e mezzo con i gialloneri, con cui conquista anche due promozioni arrivando a giocare in seconda divisione (36 presenze e 3 reti nella stagione 2017-2018), nell'estate del 2018 viene ceduto al Le Havre, club con il quale tra il 2018 ed il 2021 gioca nella seconda divisione francese (complessive 72 presenze e 3 reti in campionato). 
Il 15 luglio 2021 si trasferisce a titolo definitivo agli azeri del Neftçi Baku, con i quali oltre a giocare 6 partite nella massima serie locale esordisce nelle competizioni UEFA per club, nei cui turni preliminari gioca in totale 6 incontri (più precisamente, 2 partite in quelli di Champions League, 2 in quelli di Europa League e 2 in quelli di Conference League, con esordio avvenuto il 21 luglio 2021 subentrando ad un minuto dalla fine della partita del primo turno preliminare di Champions League persa per 1-0 sul campo dei greci dell'Olympiacos). 
Nella sessione invernale di calciomercato lascia poi l'Azerbaigian per fare ritorno in patria, accasandosi allo Châteauroux, club di terza divisione.

## Statistiche

### Presenze e reti nei club
Statistiche aggiornate al 19 maggio 2022.
| Stagione        | Squadra         | Campionato      | Campionato | Campionato | Coppe nazionali | Coppe nazionali | Coppe nazionali | Coppe continentali | Coppe continentali | Coppe continentali | Altre coppe | Altre coppe | Altre coppe | Totale | Totale |
| Stagione        | Squadra         | Comp            | Pres       | Reti       | Comp            | Pres            | Reti            | Comp               | Pres               | Reti               | Comp        | Pres        | Reti        | Pres   | Reti   |
| --------------- | --------------- | --------------- | ---------- | ---------- | --------------- | --------------- | --------------- | ------------------ | ------------------ | ------------------ | ----------- | ----------- | ----------- | ------ | ------ |
| mag. 2014       | Quevilly-Rouen  | CFA             | 1          | 0          |                 | -               | -               |                    | -                  | -                  |             | -           | -           | 1      | 0      |
| 2014-2015       | Quevilly-Rouen  | CFA             | 0          | 0          | CF              | 0               | 0               |                    | -                  | -                  |             | -           | -           | 0      | 0      |
| 2015-2016       | Quevilly-Rouen  | CFA             | 24         | 3          | CF              | 1               | 0               |                    | -                  | -                  |             | -           | -           | 25     | 3      |
| 2016-2017       | Quevilly-Rouen  | N               | 31         | 7          | CF              | 2               | 0               |                    | -                  | -                  |             | -           | -           | 33     | 7      |
| 2017-2018       | Quevilly-Rouen  | L2              | 36         | 3          | CF+CdL          | 1+0             | 0+0             |                    | -                  | -                  |             | -           | -           | 37     | 3      |
| Totale Quevilly | Totale Quevilly | Totale Quevilly | 92         | 13         |                 | 4               | 0               |                    | -                  | -                  |             | -           | -           | 96     | 13     |
| 2018-2019       | Le Havre        | L2              | 22         | 0          | CF+CdL          | 2+4             | 0+0             |                    | -                  | -                  |             | -           | -           | 28     | 0      |
| 2019-2020       | Le Havre        | L2              | 15         | 0          | CF+CdL          | 1+1             | 1+0             |                    | -                  | -                  |             | -           | -           | 17     | 1      |
| 2020-2021       | Le Havre        | L2              | 35         | 3          | CF              | 0               | 0               |                    | -                  | -                  |             | -           | -           | 35     | 3      |
| Totale Le Havre | Totale Le Havre | Totale Le Havre | 72         | 3          |                 | 8               | 1               |                    | -                  | -                  |             | -           | -           | 80     | 4      |
| 2021-gen. 2022  | Neftçi Baku     | PL              | 6          | 0          | CA              | 0               | 0               | UCL+UEL+UECL       | 2+2                | 0                  |             | -           | -           | 12     | 0      |
| gen.-giu. 2022  | Châteauroux     | N               | 17         | 0          |                 | -               | -               |                    | -                  | -                  |             | -           | -           | 17     | 0      |
| Totale carriera | Totale carriera | Totale carriera | 187        | 16         |                 | 12              | 1               |                    | 6                  | 0                  |             | -           | -           | 205    | 17     |

## Palmarès

### Club

#### Competizioni nazionali
- Championnat de France amateur: 1

Quevilly-Rouen: 2015-2016